# إنترلوكين 6
إنترلوكين 6 هو أحد أنواع الإنترلوكين وهو سيتوكين بادئ للالتهاب وميوكين مضاد للالتهاب.